# Station Szymanowice
Station Szymanowice is een spoorwegstation in de Poolse plaats Szymanowice.